# Чеймберс, Люк (футболист, 2004)
Люк Чеймберс (англ. Luke Chambers; 24 июня 2004) — английский футболист, защитник клуба «Ливерпуль», выступающий на правах аренды за «Уиган Атлетик».

## Карьера
Чеймберс — воспитанник клуба «Ливерпуль». В 2022 году он отправился в предсезонное турне по Юго-Восточной Азии вместе с основным составом, где принял участие в матчах против «Манчестер Юнайтед» и «Кристал Пэлас».
В июле 2022 года подписал с клубом профессиональный контракт. В сезоне 2022/23 Чеймберс начал привлекаться к основному составу команды для матчей Премьер-лиги и стал попадать в число запасных на матчах.
30 января 2023 года был арендован шотландским клубом «Килмарнок» до конца сезона. Уже 1 февраля он дебютировал на взрослом уровне в матче против «Данди Юнайтед», отдав голевую передачу, которая стала единственным голом в игре.
В основном составе «Ливерпуля» Чеймберс дебютировал 27 сентября 2023 года в матче Кубка Английской футбольной лиги против «Лестер Сити». Свой первый матч в стартовом составе «красных» он провёл 26 октября 2023 года в Лиге Европы УЕФА, где «Ливерпуль» одержал победу над «Тулузой» со счётом 5:1.
12 января 2024 года Чеймберс присоединился к клубу «Уиган Атлетик» на правах аренды до конца сезона. Свой первый гол в чемпионате на взрослом уровне он забил 20 апреля 2024 года в матче против «Портсмута».
6 августа 2024 года Чеймберс вернулся в «Уиган Атлетик» на правах аренды на весь сезон, после того как принял участие в предсезонных сборах с «Ливерпулем».

## Карьера в сборной
Дебютировал за сборную Англии до 16 лет 2 декабря 2019 года в товарищеском матче против сборной России.
В июне 2022 года был включен в заявку национальной сборной на чемпионат Европы до 19 лет, на котором англичане одержали победу.
Свой первый гол за сборную Англии до 19 лет забил в сентябре 2022 года в матче против сборной Черногории.
Дебют за сборную Англии до 20 лет состоялся 16 ноября 2023 года в матче против Италии, где Англия уступила со счетом 0:3.

## Достижения
Сборная Англии (до 19 лет)
- Победитель чемпионата Европы (до 19 лет): 2022